# Rái cá biển Nam Mỹ
Rái cá biển Nam Mỹ  (Lontra felina) là một loài động vật có vú trong họ Chồn, bộ Ăn thịt. Loài này được Molina mô tả năm 1782. Loài rái cá này sinh sống ở bờ biển nhiều đá ở Tây Nam Mỹ.

## Hình ảnh

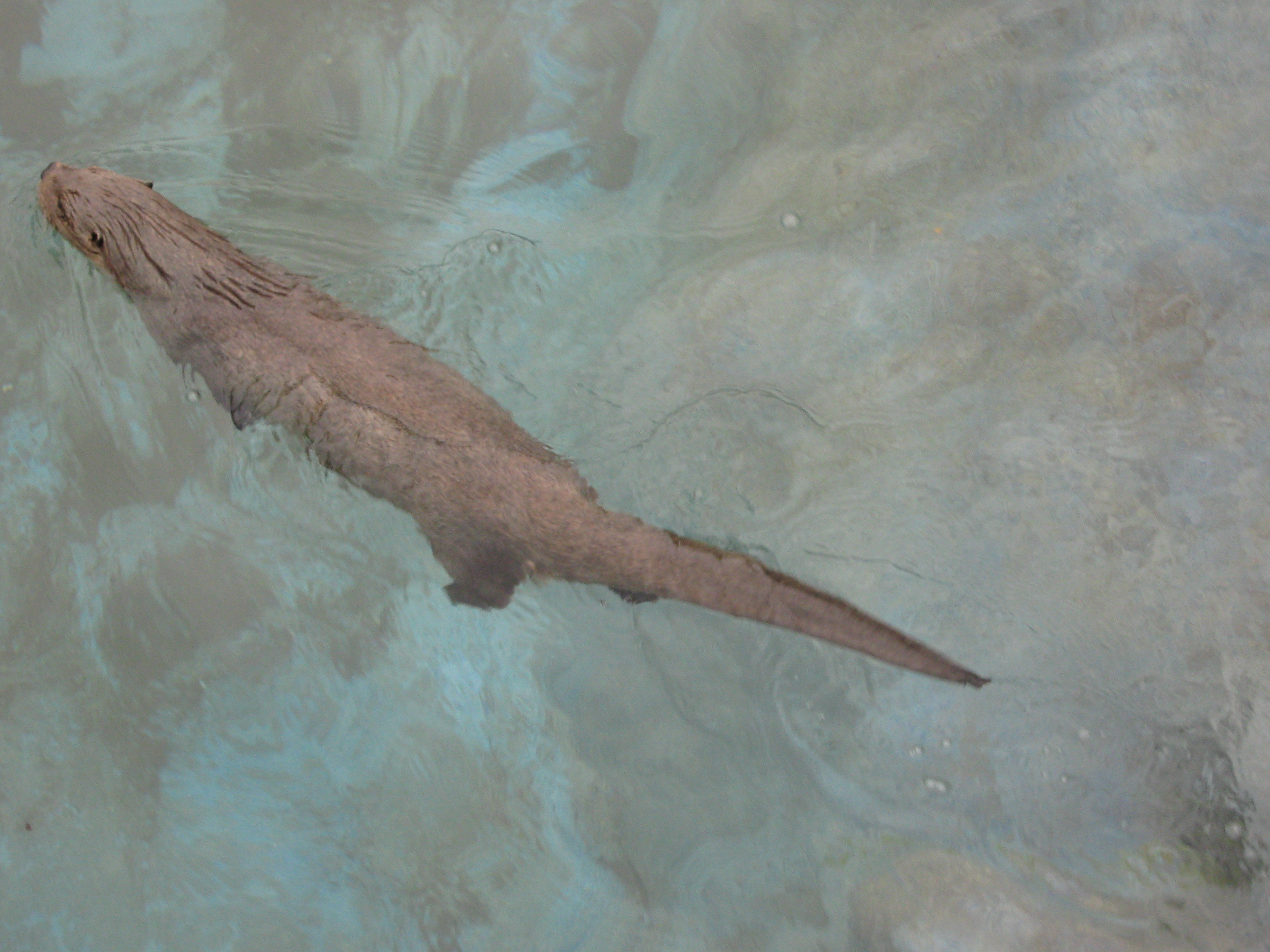
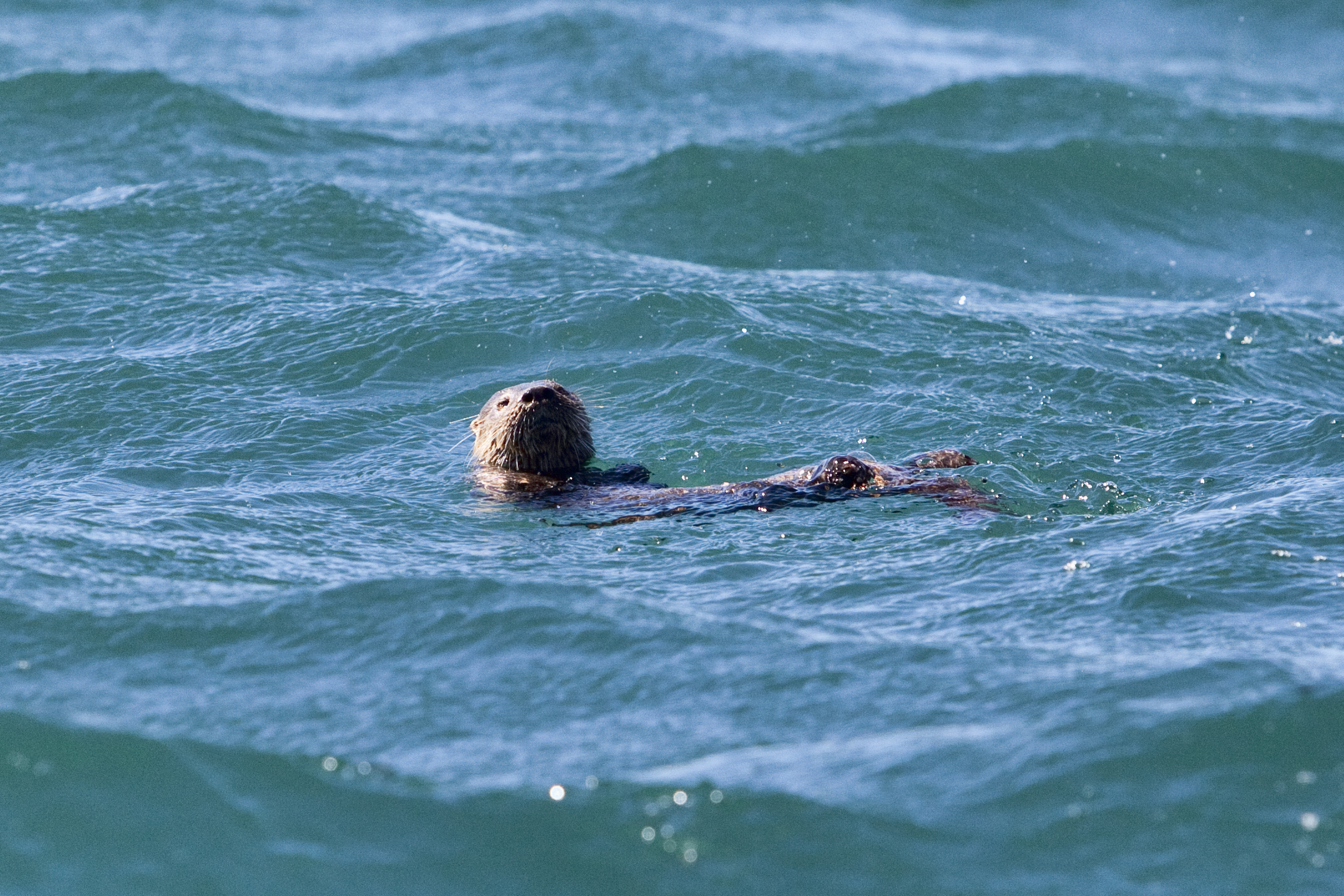
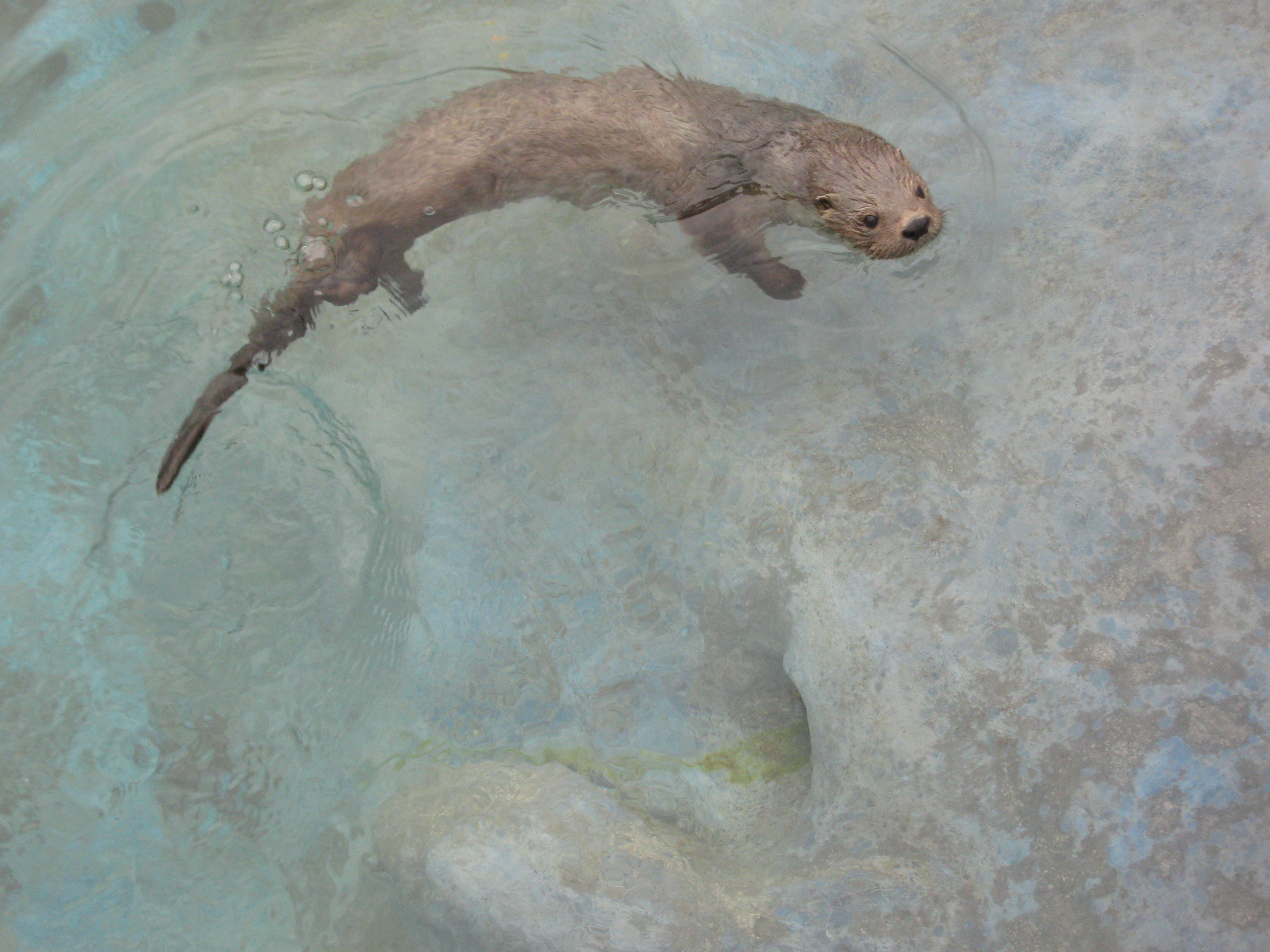